# Янов Петро Миколайович
Петро́ Микола́йович Я́нов (рос. Пётр Николаевич Янов; рік народження невідомий — пом. 1798) — статський радник, подільський віце-губернатор у 1795–1797 роках, подільський губернатор у 1797–1798 роках.

## Біографічні відомості
26 квітня (7 травня) 1797 року російський імператор Павло I видав у Москві указ сенату: «Подільському віце-губернаторові, статському радникові Янову повеліваємо посідати посаду цивільного губернатора тієї ж Подільської губернії» .
Помер 1798 року . Тож 10(21) липня 1798 року Павло I видав у Петергофі указ сенату: «Подільському віце-губернаторові, дійсному статському радникові Юзефовичу всемилостивіше повеліваємо в тій же губернії посісти посаду губернатора, а на його місці бути віце-губернатором колезькому радникові Смирнову, який був директором економії Таврійської області» .